# Charles Chaynes
Charles Chaynes   (Tolosa, 11 de juliol de 1925 - Saint-Mandé, 24 de juny de 2016) va ser un compositor francès.

## Biografia
Chaynes va néixer a Tolosa el 1925. Va estudiar al Conservatori de París amb Darius Milhaud, Gabriel Bouillon i Jean Rivier. El 1951 va guanyar el Prix de Rome amb la cantata Et l'homme se vit les portes rouvrir. Durant la seva estada a la Villa Medici de Roma va escriure el primer concert per a orquestra de corda i lOda per a una mort tràgica.
El 1956 es va convertir en productor de la Radiodiffusion Télévision Française (RTF). El 1964 va succeir a Marius Constant com a cap del canal "France Musique". Del 1975 al 1990 va dirigir el servei de creació musical a Radio France.
A més de diverses òperes, una simfonia i obres de cambra, Chaynes va compondre nombrosos concerts, etc. per a trompeta, violí, piano i orgue, i dos concerts orquestrals. El 1966 va compondre un concert per a orgue, orquestra de corda, timbals i percussió per a l'organista Marie Claire Alain. El seu concert per a piano va ser estrenat el 1967 per Yvonne Loriod.
Va morir el 24 de juny de 2016 a l'edat de 90 anys.

## Obres seleccionades
- Concert per a orgue, orquestra de corda, timbals i percussió (1966)
- Concert per a piano (1966)
- Alternances per a viola i piano (1966)

## Honors
- Chaynes va ser entre d'altres el Gran Premi Musical de París (1965),
- Prix du Disque de l'Académie du disque français (1968, 1970, 1975 i 1981),
- prix de la Tribune internationale des compositeurs UNESCO (1976),
- Prix Musical de la SACD (1988) i l'Orphée d'Or de l'Académie du Disque Lyrique (1996 i 2003).
- Mònaco: Comandant de l'Orde del Mèrit Cultural (novembre de 1999)[2]

Va ser guardonat amb la Legió d'Honor, l'Ordre nacional du Mérite i el Comandant de l'Ordre des Arts et des Lettres. El 2005 es va convertir en membre de l'Académie des Beaux-Arts.